# Snowball (Longdrink)

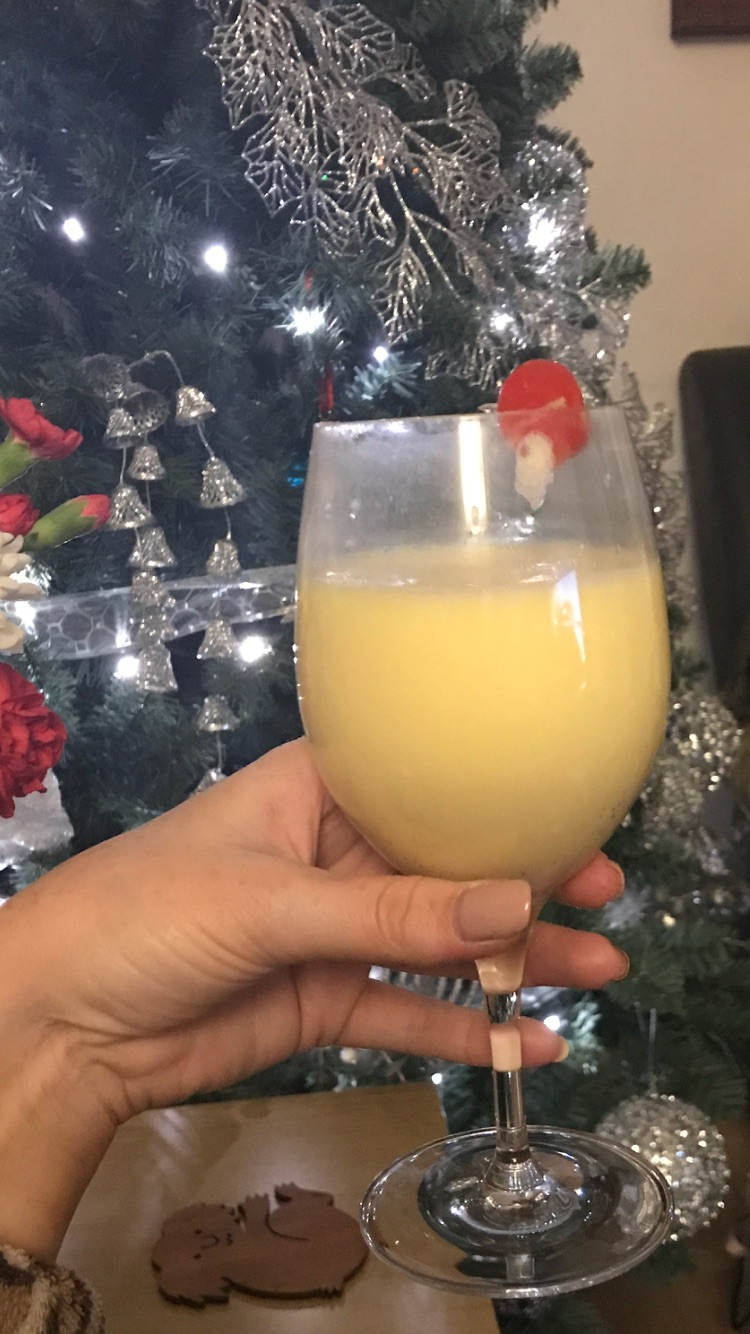
Snowball

Snowball (Engl. für Schneeball) ist ein britischer Longdrink, der hauptsächlich zur Weihnachtszeit serviert wird. Er besteht aus einem Teil Eierlikör und zwei Teilen Zitronenlimonade. Alternativ kann auch Bitter Lemon zum Auffüllen des Glases verwendet werden.